# Two People
Two People és una pel·lícula de drama estatunidenca de 1973 produïda i dirigida per Robert Wise i protagonitzada per Peter Fonda i Lindsay Wagner. El guió de Richard De Roy se centra en la breu relació que comparteix un desertor de la guerra de Vietnam i una model de moda.

## Trama
Deirdre McCluskey és una model de moda basat de Manhattan que ha completat una tasca per a Vogue amb el fotògraf Ron Kesselman, que també és el seu amant, i Barbara Newman, una editor, a Marrakech. Ron ha anunciat els plans per explorar el desert del Sahara en lloc de tornar a casa amb el seu fill Marcus, anterior al seu casament amb Deirdre, Marcus, deixant-los marxar amb tren Casablanca sense ell.
Deidre, conscient que el seu amor per Ron ha mort, reconeix al seu passatger Evan Bonner d'una cafeteria on havia menjat el dia anterior. Ella s'acosta al seu compartiment per preguntar-li si té algun kief que estaria disposat a compartir amb ella. Veient-lo sol i amb llàgrimes, torna amb Barbara.
Quan el tren s'espatlla, Evan i Deidre exploren un poble àrab proper mentre esperen que es repari. Deirdre se sent atreta per Evan, però es retira dels seus avenços. A bord d'un vol de Casablanca a París, confessa que va fugir del combat al Vietnam, que va ser portat a Moscou per un grup favorable a la pau i va viure a Suècia i Marroc fins que, cansat de la seva existència nòmada, va decidir rendir-se i enfrontar-se a un consell de guerra i una condemna de presó.
Deirdre passa un dia i una nit amb Evan a París abans de tornar als Estats Units. L'endemà al matí, ella proposa que romanguin a Europa, amb el seu sou, però ell declina. Volen a la ciutat de Nova York, on els dos són acollits a la casa de Deirdre per la seva mare i el seu fill. Deirdre repeteix la seva oferta, però Evan es lliura a les autoritats.

## Repartimentt
- Peter Fonda..... Evan Bonner
- Lindsay Wagner..... Deirdre McCluskey
- Estelle Parsons..... Barbara Newman
- Alan Fudge..... Fitzgerald
- Frances Sternhagen..... Mrs. McCluskey
- Geoffrey Horne..... Ron Kesselman

## Producció
Fonda va dir "Hem rodat la pel·lícula en seqüència. Va ser dissenyada per Bob. Simplement era la millor manera de rodar la pel·lícula. Vam assajar durant una setmana i mitja. Ja sabeu, vam passar cinc setmanes al Marakesh Express. Va funcionar prou bé."

## Recepció crítica
Roger Greenspun de The New York Times va anomenar la pel·lícula "una pel·lícula molt ximple" i va afegir: "Estic temptat de penjar la pel·lícula amb citacions del seu diàleg, cosa que seria injusta. Realment és igual de dolenta a tots els apartats ... Two People és notablement d'una peça, no amb la coherència d'un director de cinema com Robert Wise, sinó amb la consistència d'alguna cosa elaborada amb el mateix paquet de sopa sintètica."
Roger Ebert del Chicago Sun-Times va observar: "Hauria d'haver sonat com una idea de la història tan bona, tots aquells mesos o anys enrere quan estaven escrivint la pel·lícula ... tenim aquí, potencialment, una mena d'agredolç i radicalitzat Love Story, i això devia ser el que va vendre el director, Robert Wise, al projecte. La pel·lícula sona superficialment com si pogués tenir un comentari sobre l'efecte de la guerra sobre els seus soldats. Bé, això pot ser cert, però és cert que una pel·lícula no ho fes. El que ens queda és un viatge incòmode a la banalitat."
TV Guide va puntuar la pel·lícula amb una de les quatre estrelles i va comentar: "Fonda i Wagner (en el seu debut cinematogràfic) no són capaços de tirar-la endavant".